# San Marino a 2010. évi téli olimpiai játékokon

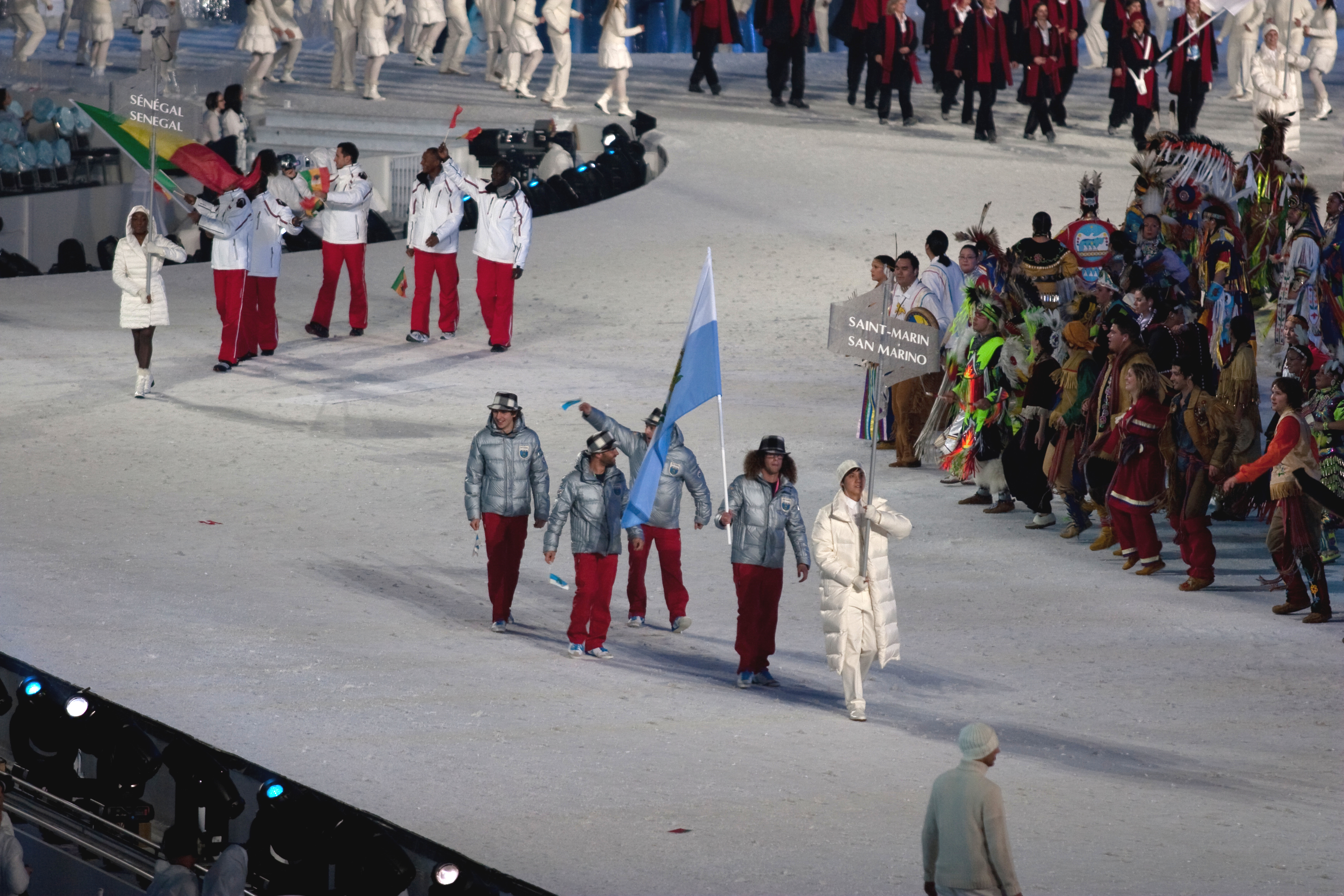
San Marino olimpiai küldöttsége a megnyitón

San Marino a kanadai Vancouverben megrendezett 2010. évi téli olimpiai játékok egyik részt vevő nemzete volt. Az országot az olimpián 1 sportágban 1 sportoló képviselte, aki érmet nem szerzett.

## Alpesisí
Férfi
| Versenyző       | Versenyszám      | 1. futam | 1. futam | 2. futam | 2. futam | Összesítés | Összesítés |
| Versenyző       | Versenyszám      | Idő      | Hely.    | Idő      | Hely.    | Idő        | Helyezés   |
| --------------- | ---------------- | -------- | -------- | -------- | -------- | ---------- | ---------- |
| Marino Cardelli | Óriás-műlesiklás | 1:40,88  | 88.      | 1:44,88  | 80.      | 3:25,76    | 80.        |